# Filipinas en los Juegos Paralímpicos de Pekín 2008
Filipinas estuvo representada en los Juegos Paralímpicos de Pekín 2008 por tres deportistas, un hombre y dos mujeres. El equipo paralímpico filipino no obtuvo ninguna medalla en estos Juegos.